# Cabruêra
Cabruêra ist eine brasilianische Rock-Band, die Elemente traditioneller brasilianischer Musik wie Forró, Baião, Samba und Maracatu verarbeitet. Im Stil des Mangue Beat fließen dabei Elemente des Funk, Ska und Rap ein.

## Geschichte
Die Band wurde 1998 in Campina Grande von Studenten der Bundesuniversität von Paraíba gegründet. Sie veröffentlichte ihr erstes Album im Jahr 2000 bei Nikita Music. Es folgten Touren durch Brasilien und Europa.

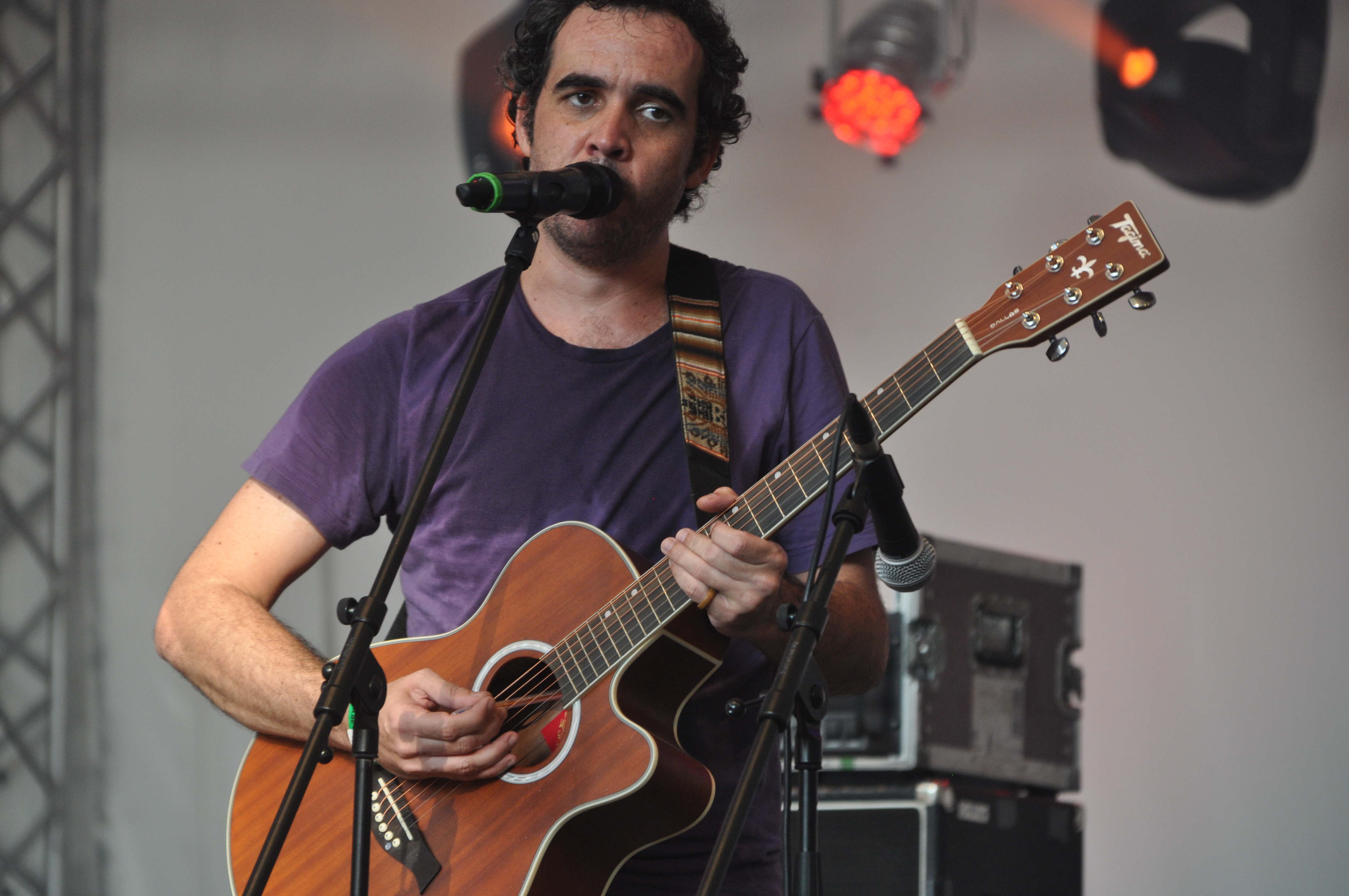
Arthur Pessoa spielt Gitarre mithilfe eines Kugelschreibers beim Weltmusikfestival Horizonte 2013

Der Name der Band steht umgangssprachlich für eine Gruppe von Hinterwäldlern aus dem brasilianischen Nordosten wie die Bande um Virgulino Ferreira da Silva, kann aber auch "Ziegenherde" meinen. Bandleader Arthur Pessoa entwickelte eine bemerkenswerte Technik, seine Akustikgitarre mit Hilfe eines Kugelschreibers so zu spielen, dass sie wie eine Mischung aus einem Cello und dem brasilianischen Berimbau klingt.
2001 gewann die Band auf dem Festival von Gramado den Preis für die beste Musik. Im gleichen Jahr zog die Gruppe komplett nach Rio de Janeiro.
Die Band trat auf großen internationalen Veranstaltungen wie dem Roskilde-Festival und bei der Popkomm auf.

## Diskografie
- 2000: Cabruêra (Nikita Music)
- 2002: Cabruêra 2002 (Alula Records, EUA)
- 2004: O Samba da Minha Terra (Nikita Music)
- 2005: Proibido Cochilar (Piranha Records)
- 2006: Sons da Paraíba
- 2010: Visagem
- 2012: Nordeste Oculto

Sampler-Beiträge
- 2000: O Melhor do Forró No Maior São João Do Mundo – BMG
- 2000: Cantata Popular 2 – Sebo Cultural
- 2001: Piranha World – Piranha Records
- 2002: Brasil All Stars – Alemanha – Piranha Records
- 2003: Brasil Lounge 2 – Portugal – Difference Music
- 2004: Brasil Lounge 3 – Portugal – Difference Music
- 2004: Favela Chic – França – Universal
- 2004: Vibrations – França
- 2004: Abril Pro Rock 2004 – Astronave
- 2004: Music From Northeast – Astronave
- 2005: Rumos – Itau Cultural – DMC
- 2005: Nordeste Atômico – JVC
- 2006: Nordeste Atômico 2 – JVC
- 2006: World Cup Party – Piranha Music
- 2006: Busta Brasileira – Nikita Music
- 2006: News Sounds From Northeast Brazil – Loaka Bop
- 2007: Piranha Jubille Series, Vols. 05, 06, 07, 08 e 10 – Piranha Music
- 2011: The New Brazilian Music – BM&A, ApexBrasil, Brasil Music Exchange